# Hadena negussa
Hadena negussa là một loài bướm đêm trong họ Noctuidae.